# Энгельгардт, Вильгельм Карпович
Вильгельм Карпович (Вильгельм-Генрих, Василий Карлович) фон Энгельгардт (нем. Wilhelm Heinrich von Engelhardt; февраль 1726 — 27 апреля 1797) — генерал-поручик, Выборгский губернатор.

## Биография
Вильгельм фон Энгельгардт родился в феврале 1726 года в семье шведского офицера Карпа (Каспара) Энгельгардта, бывшего в русском плену в 1709—1722 годах.
Первоначально служил корнетом в прусском кирасирском полку, в царствование же Елизаветы Петровны 30 декабря 1749 года перевёлся на русскую службу, был зачислен поручиком в Выборгский пехотный полк По прошествии шести лет 25 апреля 1755 года был произведён в капитаны. В 1754 году женился на Берте Кёллер, уроженке Брауншвейг-Люнебурга, у них была дочь Ильза.
Пожалованный секунд-майором 19 июня 1757 года, Энгельгардт принял участие в Семилетней войне и под главным начальством Апраксина был при жестоком поражении пруссаков у деревни Гросс-Егерсдорф, за что был произведён в премьер-майоры. В июле 1759 года был в войсках главнокомандующего Салтыкова и сражался с неприятелем при Пальциге, а 1 августа участвовал в кровопролитном бою у Кунерсдорфа. Пожалованный в подполковники 1 июля 1760 года, Энгельгардт в самом начале октября месяца находился при занятии Берлина русско-австрийскими войсками. Вскоре после окончания войны, 17 апреля 1763 года, Энгельгардт был произведён в полковники.
С открытием в 1769 году турецкой кампании он был назначен в действующую армию и в рядах Астраханского пехотного полка участвовал в сражениях с неприятелем 2 июля при деревне Пашкивицы и 29 августа под Хотином; в том же году, осенью, он находился в молдавском корпусе генерал-поручика Эльмпта, в его походе к местечку Ботушаны.
В следующем году, 17 июня, под знаменами графа Румянцева Энгельгардт, командуя 2-й кавалерийской бригадой 1-й армии, участвовал в атаке турок у Рябой Могилы, 7 июля — в уничтожении турецких войск у реки Ларги, а 21 июля — в знаменитой, обессмертившей имя графа Румянцева Кагульской битве. Произведенный 12 октября 1770 года в бригадиры, Энгельгардт в октябре того же года был в походе за Дунаем, участвуя при взятии городов Тульчи, Бабадага и Исакчи. 23 августа 1770 года Энгельгардт был награждён орденом св. Георгия 4-й степени (№ 23 по кавалерским спискам Судравского и Григоровича — Степанова).
Атаковал с вверенным ему полком между кареями неприятельскую конницу 21 июля при Кагуле и, насквозь пробившись, обратил оную в бег.
9 января 1771 года Энгельгардт был произведён в генерал-майоры, пожалован орденом св. Анны и назначен состоять при Лифляндской дивизии.
Пожалованный 28 июня 1777 года в генерал-поручики и назначенный командующим Лифляндской дивизией, Энгельгардт 16 февраля 1782 года занял место Выборгского губернатора; должность эту он исполнял до 20 января 1785 года, когда Всемилостивейше уволенный от всех дел и награждённый по смерть денежным содержанием в размере жалованья Энгельгардт вышел в отставку.
Вновь принятый на службу, Энгельгардт в 1789 году исполнял должность дежурного генерала в штабе главнокомандующего русской армией князя Потёмкина и присутствовал при сдаче крепости Бендеры 3 ноября и при занятии караулов Екатеринославским гренадерским полком, за что в ноябре был пожалован орденом св. Владимира 2-й степени.
Энгельгардт скончался 27 апреля 1797 года.